# Srby (Tuchlovice)
Srby je vesnice v okrese Kladno, součást obce Tuchlovice. Nachází se necelých 6 km západně od Kladna a něco přes 2 km na východ od Tuchlovic. Z jihozápadu ji obepíná Turyňský rybník a za ním dálnice D6, ze severovýchodu pak železniční trať Kladno – Rakovník a za ní rozlehlý les, jenž se táhne až ke Kladnu a Libušínu. Vesnice sama leží na svahu mezi břehem rybníka a vyvýšenou zalesněnou planinou Na Rovinách (429 m), nejzápadnějším výběžkem (a současně nejvyšším místem) Pražské plošiny.

## Historie
Srby vznikly na konci 18. stol., jejich význam vzrostl při stavbě Pražsko-lánské koněspřežné dráhy a těžbou uhlí v 19. a 20. stol. Po koněspřežné dráze v obci zůstalo opuštěné těleso, dnes technická památka.
Roku 1950 se obec Srby oddělila od obce Kamenné Žehrovice a stala se na čas samostatnou obcí, od roku 1980 je součástí obce Tuchlovice. Výuka v základní škole byla ukončena v roce 1958 a škola byla zrušena.

## Pamětihodnosti
- Přírodní rezervace Záplavy, mokřady při horním konci Turyňského rybníka, významné útočiště vodního ptactva.
- Pozůstatky koněspřežné dráhy Praha - Lány z roku 1830. Dochovaný násep je dobře patrný u jednoho ze zastavení Drvotovy naučné stezky, necelých sto metrů západně od křižovatky u žst. Kamenné Žehrovice.